# Aphrosylus temaranus
Aphrosylus temaranus är en tvåvingeart som beskrevs av Vaillant 1955. Aphrosylus temaranus ingår i släktet Aphrosylus och familjen styltflugor. Inga underarter finns listade i Catalogue of Life.